# 週刊プロレス
『週刊プロレス』（しゅうかんプロレス、WEEKLY PRO-WRESTLING）は、ベースボール・マガジン社（BBM）が発行する週刊のプロレス専門雑誌。略称：『週プロ』（しゅうプロ）。
1955年創刊の月刊誌『プロレス』を原点とし、1983年より週刊化。巻次（1年=1巻）・通算号数は月刊時代よりカウントしている。また、週刊化以降の号数もカウントしている（通算号数・週刊化以降の号数は、ともに増刊号も含まれる）。

## 概要

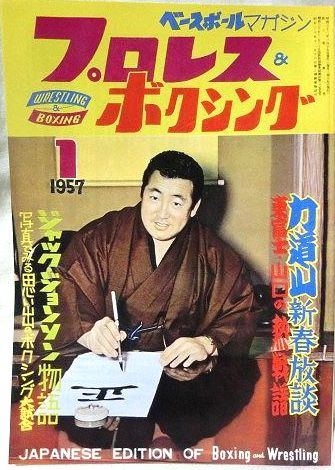
ベースボール・マガジン社「プロレス＆ボクシング」創刊号（1957年1月号）

### 歴史

#### 創刊～月刊時代
1955年8月に『ベースボールマガジン』の増刊号『増刊プロレス』（ぞうかんプロレス）が発刊。11月に月刊誌『プロレス』（『月刊プロレス』〔げっかんプロレス〕と表記される場合もあり）として創刊創刊 - 3号までは引き続き『ベースボールマガジン』の増刊扱いだった）。1956年12月号（2巻14号）まで発行した。
1957年1月号（3巻1号）より、ボクシング専門誌の『ボクシング・マガジン』を吸収し『（月刊）プロレス&ボクシング』に改題し、1972年7月号（18巻8号）まで発行した。その間、1964年10月号（40巻10号）まで発行された『ボクシングガゼット』（発行元：ガゼット出版社）を吸収している。
1972年8月号（18巻9号=237号）よりボクシング記事を、『プロレス&ボクシング 別冊』（発行時期は#姉妹誌を参照）を改題発展する形で『ボクシング・マガジン』として分離（復刊）した事に伴い、『プロレス』（月刊プロレス）に再改題し、1983年8月号（29巻9号=383号）まで発行した。
1977年5月号で、創刊300号を迎え、創刊号からの299号までの表紙を交えて日本プロレス界を振り返る特集記事を掲載した。

#### 週刊化後
1983年7月28日発売の8月9日号（29巻10号=384号）より週刊化され、『週刊プロレス』に改題（週刊化創刊号の表紙モデルは初代タイガーマスク。）。週刊の初代編集長は杉山頴男が務めた。
1986年1月28日号より、杉山により格闘技情報コーナーとして、『格闘技通信（かくとうぎつうしん）』を開始し、同年秋に増刊号（『週刊プロレス』11月7日増刊号）として創刊され、翌1987年春より『週プロ』より独立した月刊誌となる。
1994年6月21日号（週刊化617号）で月刊時代を含めた通巻1000号を達成。先駆けて同年4月29日には、大田区体育館にてBBM主催の「週刊プロレス通巻1000号突破記念興行」として「大江戸炎上」を開催した。
2000年に週刊化1,000号を達成、同年12月に記念ムック『週プロ1000号anniversary - もうひとつのプロレス事件史』が「B.B.mook」レーベルで発行された。
2009年11月18日発売の12月2日号で週刊化1,500号を達成、12月には記念商品としてBBMの兄弟会社恒文社が1982年 - 1983年にかけて発行していたグラフ誌『プロレスアルバム』の初代タイガーマスクを特集した全3号を復刻・合本した書籍『プロレスアルバム タイガーマスク Special Edition』を発売した。
日本のプロレス専門雑誌の中では一番の老舗で、現在発売されている日本唯一のプロレス専門週刊誌でもある。
毎年1回、日本のプロレス団体に所属するプロレスラーの名鑑『プロレスラー写真名鑑号』を1990年より発行している。
かつてのライバル誌で、2007年3月に休刊した『週刊ゴング』の発売元であった日本スポーツ出版社（実際にはネガや資料を保有していた元社長の前田大作）から、『月刊ゴング』時代からの全資料を譲受している。
2020年4月22号（No.2,061）よりモノクロページを廃し、全ページカラー化に踏み切る。
2022年2月8日、歴代表紙がデザインされた缶コーヒー「ワンダ モーニングショット」とのコラボレーション缶（全12種）をファミリーマート限定で発売。表紙セレクトは編集長の湯沢直哉。2022年12月13日から『ワンダ 週刊プロレス缶 第2弾』（月刊プロレス時代を含む全12種）を発売。

### 題字
元々『ベースボールマガジン』の増刊号だった事もあり、長らく題号である文字の上に「ベースボールマガジン」の文字（当時の同誌題字を横一列に並べたもの）が入っていた。1974年1月号より、週刊化後の2004年8月18日号=週刊1218号まで長らく使用される題字へ変更された際、ゴシック体による「ベースボール・マガジン」が入り、1982年まで続いた。
1983年1月号より発行社名「ベースボール・マガジン社」の表示が入り、週刊化後は斜体で「週刊」の文字が入りその横に当時の社名ロゴ（1985年夏頃まで）→「BASEBALL MAGAZINE SHA」の文字（1985年夏頃 - 2004年8月18日号）が入った（2000年秋頃からは同位置に見出しが入ったため、題号の横へ移動したが、2003年1月7日号=週刊1127号から再び上に移動し、その上に西暦の数字が入った）。
2004年8月25日号=週刊1219号より、題字が変更された。「プロレス」の横に縦書きで「週刊」の文字が入り、右下に「WEEKLY PRO-WRESTLING」の文字が入った。
2019年3月13号から2000号到達を記念し題字を変更。

## 週刊化以降の特徴

### 山本編集長時代
ターザン山本こと山本隆司が2代目編集長を務めた時代は、週刊プロレスの黄金期ともいえる。雑誌の部数としても、単一競技を扱うスポーツ専門誌としては異例の60万部とも言われる部数を獲得したと言われている。しかし、山本の好き嫌いでプロレス界に圧力をかけるような記事を数々掲載した事により週プロと多くのプロレス団体の間には軋轢が生まれた。このことが後述する取材拒否の原因ともなっている。
当時は「現状打破のオピニオンリーダー」を雑誌のコピーとして掲げ、表向きはファン本位の誌面を謳ったが、同誌の報道姿勢は批判がつきまとっていた。漫画家のいしかわじゅんも、こうした方針を「記事が偏向ぎみで、正しいジャーナリズムやマスコミの姿勢とは思えない」と自身の作品で批判している。これ以外にも、いしかわも関係していた『週刊プレイボーイ』のコラムが同誌を槍玉にあげたり、北野誠と竹内義和が『SPA!』で持っていた連載企画『なにわ通信』で前田日明を迎えての対談が行われた際、山本編集長末期の編集姿勢について「（山本に）公開討論を申し込みましょう」という話が持ちあがったこともある。また漫画家の小林よしのりは、初期の『ゴーマニズム宣言』のなかで、やはり当時の山本の姿勢を批判している。
こうした批判は高まりをみせ、1996年2月から3月までにかけて新日本プロレスなどから取材拒否を受け（後述）、これを機に山本は団体の他にも週プロ読者やライバル誌であった『週刊ゴング』をも挑発するような紙面作りへと転換し、このことから販売部数を著しく減じることとなった。山本はこの責任を取る形で1996年6月に編集長を退任し、ほどなくベースボール・マガジン社からも退社した。

### 山本退社後
山本の退社後、編集長に就任した濱部良典は専門誌（クラスマガジン）としての建て直しを図るとし、その結果、次第に山本色は払拭された。同時に後述の取材拒否も徐々に解除されていった。
編集長は濱部の後、佐藤正行、本多誠と代わり、2005年にブック内マガジンとして『週刊プロレスNEXT AGE』をスタートするなど企画ページを増やした。
2000年代中盤以降は出版不況やプロレス人気の低下、ライバル誌だった週刊ゴングや週刊ファイトの休刊など、週刊プロレスも危機的状況となっており、本多が格闘技通信に異動した後は、『週刊ベースボール』出身で取締役出版局長だった長久保由治（後に全日本野球協会専務理事）が本誌編集長を兼務し、体質強化やコストカットを行った。半年後の2007年4月からは、編集次長だった佐久間一彦が就任したが、インターネットによる情報の氾濫などから部数の減少傾向に歯止めをかけられず、2009年には表紙や新聞広告に「インターネットにない正しい情報載ってます」というフレーズを出していたこともあった（その後、公式ブログの開設など、インターネットと連動した動きも見せている＝外部リンク参照）。
佐久間は2010年6月にBBMを退社。編集次長だった鈴木健も2009年に退社しており、佐久間の後任には佐藤正行が6年ぶりに復帰した。2017年からは長年新日本プロレス担当で『新日本プロレス Bi-monthly』編集長だった湯沢直哉が務めている。

## 取材拒否
本誌は、杉山編集長時代末期に全日本プロレスとジャパンプロレスから、山本編集長時代に数回にわたって各プロレス団体からそれぞれ取材拒否を受けている。全日本プロレス、ジャパンプロレス、リキ・プロダクション以外は本誌からオフィスの所在地などが削除された。
全日本プロレス・ジャパンプロレス
- UWFの新日本参戦前後の週プロは、新日本を一方的に持ち上げて全日本への非難を繰り返し、1986年に全日本と、全日本と提携していたジャパンプロレスから取材拒否を受けた。
  - この際には、記者（特に全日本関係者に顔が割れていない若手記者）がチケットを買って、一般の客として会場に潜入して取材活動を行ったり、読者から観戦記を募集するなどの対応策をとっているが、時にはリングサイドで突撃取材することもあった。当時の週プロでは、全日本のジャイアント馬場会長夫妻や、ジャパンの営業担当を兼務していた永源遙を批判したり、取材の際のチケット入手方法をリポートするなどした『怒っていいとも!』や『全日本プロレスいじめられ日記』というコーナーもあった。しかし、同年に馬場との関係が改善し、山本編集長時代の同誌は手のひら返しで全日本の全面的な賞賛に転じた。

リキ・プロダクション
- 1987年に発生した前田による長州力への顔面襲撃事件をめぐって、週プロは前田を援護する報道をしたため長州が激怒し、1988年5月にリキ・プロダクションから取材拒否を受けたが同年中に解除している。

SWS
全日本賞賛の流れを引き継いで、週プロは全日本から多くの選手を引き抜いた新興団体SWSへの批判記事を執拗に掲載。SWSから取材拒否を受けると、誌面を通じ「SWSに関する一切の情報の掲載を控える」と通告した。
WAR・新日本プロレス・UWFインターナショナル
- SWSから分かれた団体のひとつだったWARは同誌への取材拒否の姿勢も引き継いだが新日本との対抗戦を始めるや、同誌が新日本との兼ね合いを理由に低姿勢にまわったため同誌の取材を解禁している。なお山本は後年、「馬場から金銭を受領しそれと引き替えにSWSバッシングを行っていた」としている[18]。しかし、1996年2月に再度WARから取材拒否を受け、3月には新日本、UWFインターナショナルから取材拒否を突き付けられた[19]。
  - 新日本に関しては、新日本から送られてきた取材拒否通告書に、当時の坂口征二社長の印がなかったことから山本は取材拒否は無効と主張したが、新日本は受け入れなかった。同誌は、新日本から取材拒否を通告されてしばらく後「『謎の増刊号』を発行する」と発表している。そして世に出た増刊号は、1996年4月開催の新日本の東京ドーム大会を扱った「観戦記」だった。表紙も含めて試合の写真を一切使わず（写真は遠くから東京ドームを見つめる山本の後姿1枚のみ）、文章だけで構成されたもの。公式に取材活動が出来ないための苦肉の策として、山本を除く記者全員で全日本からの取材拒否を受けた時と同様に一般の客としてチケットを買って会場に潜入し、取材行為を行ったものであった。
  - WAR・UWFインターナショナルは、1996年6月の山本の編集長退任並びに濱部の編集長就任と同時に取材拒否を解除したほか、新日本も濱部の編集長就任後も取材拒否を続けていたが同年中に解除している。

## 週刊ゴングとの因縁
ライバル誌だった『週刊ゴング』（2007年3月休刊）と紙面で舌戦を繰り返したことがある。特に1996年の新日本取材拒否の頃には「ゴングの記事など小学生にも書ける」という一般読者からの投稿をそのまま掲載したり、ゴング誌が取材を行わないで記事を書いているかのように匂わせるコラムが掲載、ゴング側の厳しい反論を呼ぶこととなった。また同時期には、長州力の週プロに対する批判意見を週刊ゴング1996年5月2日号にそのまま掲載した事（週プロ側曰く「ゴングは選手に喋らせたことをそのまま掲載するだけで掲載後の言葉の責任をとらない。自分達の手は決して汚そうとしない」）に端を発し、両誌面で激しいやりとりが行われた（長州へのインタビューを行ったり、週プロへの反論をゴングに書いたのは後のゴング編集長金澤克彦）。後に金澤はゴング誌における週プロへの反論の中で、「週プロは後に痛い目に遭う」と受け取れる発言を行い、金澤の発言通り山本は週プロ編集長を退任、週プロ自体の発行部数も数年間ゴングよりも下回る状態が続くことになった。
当時新日本プロレスでファイナルマッチを行なった馳浩が、近い将来全日本プロレス移籍の意思があることを初めて記事にしたのは週プロ（のちの編集長・佐藤正行の取材によるもの）であるが、10年以上経ってもゴング誌側は「このスクープはゴングが初めて記事にした」と譲らなかった。
前述のように2014年現在、日本スポーツ出版時代のゴングの紙面記事、写真などの諸権利はベースボール・マガジン社に移譲されている。

## 主な連載
誌面の大半は試合レポートであるが、活字プロレス発祥雑誌として創刊時より多数のコラムが掲載される。
Photo自慢
ファンの投稿写真を掲載。また読者ページ削減以降はイラストも掲載。最長寿コーナーとなっている。
巻頭言 今週の視点 → 巻末言 編集長の視点
編集長による提言コラム。全ページカラー化に伴い巻末へ移動。
編集部発Eye colimn
週刊プロレススタッフによる週替わりのリレーコラム。
手のひら返しDeあっせんなよ
内藤哲也とパレハによる対談コラム。隔週連載。2019年に単行本化。
棚橋弘至のドラゴンノート
棚橋弘至とタナ番による対談コラム。毎週1P→隔週2P連載。署名コラムとしては2022年現在最長連載。
龍魂時評
天龍源一郎によるプロレス時事コラム。プロレス界のご意見番としてすべての団体を忖度なく批評する。
プロレス史あの日あの時
ある日時を切り出して筆致する流智美によるプロレス回顧コラム。
拳王のクソヤローども俺について来い!!
拳王によるコラム。
ジュリアのお騒がせ症候群
ジュリアによるコラム。
武藤敬司の骨の髄まで
武藤敬司によるコラム。
FREE TALK TIME
外部ライターによるレスラーインタビューコラム。約1か月間同一コンビで掲載。
Champ Talk王者の主張
毎週各団体の王者にインタビューする。
NEWS FILE
主要団体のリリース記事を掲載。
鈴木秀樹偏屈論
「業界一面倒くさい男」鈴木秀樹がプロレス界のニュースを時に斬り、時にゆるく語るコラム。
ウィークリーカレンダー
その週の大会日程、放送日程、選手誕生日を掲載。欄外に複数の編集者のひとことを載せる「バトルロイヤル」は90年代から続く連載。
週プロMobile通信
本誌とモバイルの送受信ページ。オンライン投票の結果やアクセス数ランキング、週プロMobile各コーナーの今後の予定などが掲載される。週プロMobileプレミアム始動後は「今週の週プロMobileプレミアム」を別にスタート。
コスチューム研究
毎週ひとりのレスラーを取り上げ、全身写真とともに現在着用するコスチュームの言われ、こだわりをインタビューする。デビュー時など過去のコスチュームも変遷の参考写真として掲載。
WEEKLY闘撮
週刊プロレスカメラマンによるリード文がなくても伝わる写真を、1ページ使い掲載。

### 過去の連載

#### 1990年代
週プロおすすめショッピング
週刊プロレスおすすめのプロレスグッズ（後述のプレゼントのための非売品も含む）を紹介。プレゼントコーナーも兼ねていた。
吉田七瀬のおすすめビデオ
国内、海外問わずプロレスVHSビデオの見所を1本取り上げ紹介していた。
プロレス技専科
流智美によるプロレス技コラム。毎週ひとつの技を深堀していた。
長老の日本プロレス40年史
鈴木庄一による過去の大会を振り返る歴史コラム。
吉田七瀬の週刊テレビ時評
中継番組を含め、プロレスラーの出演したテレビ番組を筆致、批評する。
投稿常連会プレッシャー
モノクロページ柱部分掲載のショートコラム。
リレー連載　エッセーストリート
テレビプロデューサーからプロレス好き著名人まで、毎週業界内外のゲストエッセイを掲載。
アフターアワーズNOW
選手のささいな日常やおもしろ話、流智美によるプロレス史コラムなどもを取り上げるアトランダムコラム。
笑える闘魂
レオナルド・いもによる4コマ漫画。
ラジプロ通信/チョークプロレス通信
HBC北海道ラジオ『ラジプロ』日野雅仁と四国放送『チョークプロレス』鳥井実香による隔週コラム。地方のプロレス熱を伝えていた。
あぶない木曜日
読者投稿コーナー。初期から中期には文通相手募集コーナーもあった　最盛期は間違い探しコーナーも含め、モノクロ6ページ。テレビ観戦を基にした観戦記コーナーもあった。発売日が水曜に移行後は「あぶない水曜日」に改題。
ザッツレスラー
編集長・山本隆司（のちのターザン山本!）による詩的コラム。
プロレス熱戦譜
試合結果を掲載。ページ数に限りがあるため、プロレス団体増加に伴い年々掲載時期が半年、1年遅れと齟齬ができていき、週プロモバイル発足に伴いウェブ媒体へ移動した。
編集部発25時
週替わりの編集部コラム。2002年に書籍ムック化。
ほとんどジョーク
プロレス短文時事ネタの投稿コーナー。毎週優秀作をイラスト化する。イラストは更科史郎が担当。
WWW海外通信員連載
鶴田倉郎が担当する海外のプロレスおよびレスリングニュースコラム。
BOYS ARE BOYS　ボーイズはボーイズ
斎藤文彦によるコラム。タイトルを変えながら1990年代から2014年まで連載。
ドクター富家の肉体白書
リングドクター・富家孝による医学からみたプロレスコラム。
佐藤正行Kampfer（ケンファー）
佐藤正行によるコラム。増刊「Kampfer」創刊とともにスタート。通巻1000号で最終回を迎えた。

#### 2000年代
ドキュメントNOAH物語 方舟航海日誌
当時の編集長である本多誠による、仲田龍のNOAH旗揚げ前後からの歴史をつづるコラム。「NOAHを創った男」として2007年に単行本化。
マッチョ記者の「DRAGON GATE広人苑」
藤本かずまさによるコラム。
FUNAKIの「アメプロダイアリー」
FUNAKIによるコラム。
週プロ野郎
鈴木健によるコラム。
NOAHがわかる、NOAHがかわる
秋山準によるコラム。2004年の開始当初は毎週連載だったが、2005年から隔週連載。
オレ、CIMAやぞ!
CIMAによるコラム。秋山の後任コラムとなった。
北斗の部屋
北斗晶がホストを務める対談コラム。後述の蝶野との隔週掲載。
蝶野王国
蝶野正洋がホストを務める対談コラム。前述の北斗との隔週掲載。
実録WWEストーリー NYNY
斎藤文彦によるコラム。WWEができるまで、できてからアテテュード路線までの逸話を綴る。
カスヤロー千人斬り
"brother"YASSHIによるコラム。
プロレス大好き芸人コラム
東京03豊本、ハチミツ二郎との隔週連載。

#### 2010年代
レスラーヒューマンストーリー
インタビューをもとに選手一人の生い立ちを綴るコラム。
MY TUNING POINT
選手本人がターニングポイントとなった試合を振り返る取材記事。
YAMATOの今日のコラムも最高にカッコよかっただろ。
YAMATOによるコラム。
プロレススーパースター列伝
21世紀版として連載開始。原作：梶原一騎　作画：原田久仁信　構成：週刊プロレス編集部。
週刊プロレスアルバムシリーズ
中綴じカラーで一人、もしくは団体の歴史を振り返り特集していた。
週モバイル小王国 → 週プロ＆週モバ 小王国!
リニュアルした読者ページ。「茶豆」名義で湯沢直哉が担当した。
インターナショナルコーディネーター・タイガー服部のYOUなに聞きたい!?
レフェリーであり外国人招聘担当であったタイガー服部による新旧外国人列伝。
プロレス界で働く人々
プロレスを支える裏方スタッフを中心に仕事内容を伝えた。
プロレスお絵かきお姉さん二階堂綾乃の乙女的イラストリポート
イラストレーター・二階堂綾乃によるイラストコラム。
こもRING!!!〜小森美果のプロレスなんでもランキング〜
アイドル・小森美果によるプロレスランキングコラム。
かばレンジャー
安田拡了による巻末コラム。プロレスラーのカバンの中身を見せてもらう。
紫雷イオの逸女でしょ!
紫雷イオによるコラム。
赤井沙希のちゃきちゃきファイト!
赤井沙希によるコラム。隔週連載。
中島安里紗のピュアワード
中島安里紗によるコラム。隔週連載。
読者参加型サバイバルコラム
初期は4名。のちに2名によるモノクロコラムページ。毎月の読者投票により連載担当者が入れ替わるシステムだった。
新・鈴木みのるの独り言
鈴木みのるによるコラム。
ヨシ・タツのWWE夢飛行
ヨシ・タツによるコラム。

#### 2020年代
宮原健斗の最高ですか!?　聞こえないなぁ～
宮原健斗によるコラム。隔週連載。
VISUALIST
女子プロレスラーによるグラビア特写。毎週1ページ掲載。増刊「女子プロレスエロカワ主義」を発展させた企画で、当時編集部員だった岡崎実央が責任プロデュース。のちにムック本としてまとめられた。
世界一かわいい伊藤麻希の立てた中指を下ろすな!
伊藤麻希によるコラム。女子プロレスリレー連載の1本として2020年6月開始。のちに独立。
岩谷麻優のぶっちゃけトーク
岩谷麻優によるコラム。
女子プロレスリレー連載
4名による週替わり連載。木村花の絶筆により終了。主な連載は「橋本千紘ちっちの、ぎゅんDream」「雪妃真矢クリスタル・バックステージ」「木村花のHANAのI'm Special」「SareeeのGo to the top!」。

## 夢の懸け橋
1995年4月2日、ベースボール・マガジン社主催のオールスター戦『夢の懸け橋〜憧夢春爛漫』が東京ドームで行われた。
メジャー・インディー・UWF系・女子プロレスから全13団体が参加した。ただし、「各団体の純潔メンバーでのカードを提供する」といったコンセプトのもと、各団体間の交流戦は一切行われなかった。全13団体の選手が一堂に会す豪華さと、当時他団体と交流を断っていた全日本プロレスが他団体と同じ興行に参加するといったプレミア性が重なり、会場には6万人の観衆が詰めかけた。試合の他には大木金太郎の引退セレモニーも行われた（なお、公に出ている記録の類は週刊プロレスによる増刊号のみである）。
だが、ベースボール・マガジン社を除くと本興行を記事として報じたのは週刊ファイト、マスコミではテレビ東京スポーツTODAYのみであった。主催者であるBBM社が全ての発表を週刊プロレスのスクープ記事という形でのみ行い、「他紙誌を排除した私的な大会」との印象を他マスコミに与えたことが興行の黙殺に繋がったといわれている。この件について、当時のゴングの編集者は「一マスコミの興行の私物化以外に、それに伴う脅迫（出場しないと紙面での扱いを制限される等）のような概念が各団体にあったため、その独裁的な影響力などにも警鐘を鳴らすため」という意の懐述をしている。また、週刊プレイボーイからは「『戦後50年を問う』というコンセプトなのに馬場も猪木もいない。こんな大会をやった意味は何なのか」という意見も出た。
なお、WARは以前から同日同時刻に東京ドームと隣接する後楽園ホールでの興行を行うことが決定していたため、「夢の懸け橋」への参加要請を拒否。自らの興行を決行し、こちらも超満員の観客を集めた。週刊ゴングは「反『夢の懸け橋』」を謳って同大会をバックアップ（主催、共催としなかったのは、夢の懸け橋に対して「マスコミが興行をすること自体が問題である」と当初から公言していたため）。反ターザン山本の急先鋒（もしくはゴング寄り）とされた長州力の出場も相まって、さながら反週プロ大会の様相を呈していたという。週刊ゴングは、この大会に参加した長州の反山本的な発言を巻頭で掲載。長州はその中で「俺は（プロレスマスコミは）東スポ一本でいいと思っている」と語っている。
このように、『夢の懸け橋』の成功は反動として週刊プロレスへの大きな反発を生んだ。新日本プロレスを始めとする複数の団体が、週刊プロレスを取材拒否を通告したり、山本が編集長を退任（前述）したのはその翌年のことである。
その後、『夢の懸け橋』の成功に気をよくしたベースボール・マガジン社は、1996年8月12日・13日に開催した全日本女子プロレス日本武道館大会2連戦をベースボール・マガジン社主催興行とした（全女の松永高司会長がベースボール・マガジン社に興行自体を買わせたとされる）。しかし、プロデュースを担当する予定であった山本が興行の2か月前に新日本プロレスやWARからの取材拒否の責任を取って編集長を退任したため、山本の指名によりロッシー小川がプロデュースを代行することになったが、前述の取材拒否や山本の編集長退任、それに伴う発行部数の減少などにより週刊プロレス自体の影響力が下がったことから、2日間とも約3500人の不入りに終わったと同時に、ベースボール・マガジン社と全日本女子プロレスは多額の損失を被ることになった。このことが、翌1997年の全日本女子プロレスの選手大量離脱や経営破綻につながることになる。
2010年になって山本は『夢の懸け橋』について「僕ではなくむしろ、当時の週プロの勢いに目をつけた、ベースボール・マガジン社の事業部の主導だった」などと主張し、自分はあくまでも被害者であると言い張っている。
『夢の懸け橋』から14年が経過した2009年12月31日、山本のプロデュースによる『夢の懸け橋2009〜大晦日プロレス祭り〜』が開催された。
参加した団体
- 新日本プロレス
- 全日本プロレス
- FMW
- みちのくプロレス
- IWA・JAPAN
- UWFインターナショナル
- リングス
- 藤原組
- パンクラス
- 全日本女子プロレス
- JWP女子プロレス
- LLPW
- 剛軍団

## 姉妹誌
- プロレス&ボクシング 別冊

1963年8月から1972年7月までの間、月刊として発行していた別冊誌。雑誌コードは、『ボクシング・マガジン』に引き継がれた。
- 別冊プロレス

1975年夏季号から1981年秋季号（2巻3号）まで、通算4号発行していた別冊誌。休刊。
- 週刊プロレス別冊

季刊誌。
- デラックスプロレス（『DELUXEプロレス』とも表記）

月刊誌。1978年10月号から1988年9月号まで、通算120号発行していた。休刊。略称：デラプロ。『プロレス』が試合中心であるのに対し、試合外の模様を中心にして記事を組んでいた。また、『プロレス』が男子プロレスを中心に記事を組んでいたのに対し、1980年代中盤から女子プロレス、特にクラッシュギャルズブームに沸いていた全日本女子プロレスの特集を組むようになった。1995年から2004年にも、週刊プロレス別冊として同名誌を発行していた（最終号は、2004年10月10日発行の秋季号）。
- Hyper pro-wrestling album（ハイパー・プロレス・アルバム）

『週刊プロレス別冊』として発行された雑誌。1997年3月発行分から1998年3月発行分まで通算6号発行。
- Kampfer （ケンファー）

『週刊プロレス別冊』として隔月で発行されていた。編集長は佐藤正行。1999年5月発行分から2000年1月発行分まで通算5号発行。大判の写真とインタビューで構成され「プロレススタイリッシュマガジン」を謳っていた。
- 週刊プロレス PLUS+（しゅうかんプロレス プラス）

『週刊プロレス別冊』として発行されるムックシリーズ。2011年4月26日に同若葉号として発売されたVol.1より創刊。サイズ：A4変判。
- 週刊プロレスEXTRA

『週刊プロレス別冊』として発行されるムックシリーズ。2012年2月1日に同春風号として発売されたVol.1『女子プロレス エロカワ主義』より創刊。サイズ：A4変判。
- 週刊プロレスSPECIAL 日本プロレス事件史

2014年9月から発行。当初は2015年8月までの発行予定であったが、好評だったことから2017年1月まで発行することが決定した。2015年10月より既刊分に撮り下ろしインタビューなどを加え書籍化にした「ハンディ版」の発行も開始した。
- 新日本プロレス Bi-monthly

『週刊プロレス別冊』として発行されるムック本シリーズ。2014年11月から発行。新日本プロレスに特化した隔月刊誌。2016年7月発売の第11号で休刊。

## 関連商品
- 週刊プロレスビデオ増刊

BBMより企画・制作・発売されたVHSビデオソフトのシリーズ。
- プロレス検定DS

2010年3月25日に、プレンティーから発売されたニンテンドーDS用ゲームソフト。週刊プロレス編集部監修によるクイズゲーム作品である。

### 関連書籍
『週刊プロレス プロレスラー写真名鑑号』の名鑑ページを編集の上再録したムック。
- 週刊プロレス名鑑ロマン 15年クロニクル

2004年2月、『B.B.mook』289（『スポーツシリーズ』No.178）として発売。コード：ISBN 4583612613
- プロレスラー名鑑全集 2001-2010 新世紀編

2012年1月6日、『B.B.MOOK』793（『スポーツシリーズ』No.663）として発売。サイズ：A4変判。定価：2,100円。コード：ISBN 4583618239
- プロレスラー名鑑全集 1990-2000 20世紀編

2012年3月2日、『B.B.MOOK』801（『スポーツシリーズ』No.671）として発売。サイズ：A4変判。定価：1,800円。コード：ISBN 458361831X

## おもな出身者
- 竹内宏介 - 『月刊プロレス&ボクシング』の編集長を務めたのち、日本スポーツ出版社へ移籍。対抗雑誌『月刊ゴング』の編集に関わった後、『別冊ゴング』→『週刊ゴング』の編集長、日本スポーツ出版社社長を務めた。
- ターザン山本 - 元編集長。
- 市瀬英俊 - 元記者。週刊ベースボール編集部を経てフリーのスポーツライターとなる。
- 小島和宏 - 元記者。2008年には週プロ在籍時代の回想記『ぼくの週プロ青春記』を発表。
- 鈴木健 - 元記者。鈴木健.txt 名義でフリーランスの表現ジャンルライターなどの活動を行っている。
- 斎藤文彦 - 元記者。フリーランスのプロレスライターとして活動している。
- 湯沢直哉 - 2017年より編集長。
- 岡崎実央 - 元編集者。美術家としても活動。

## 協力番組
- ラジプロ! - HBCラジオの番組。週刊プロレス全面協力。

- 有田と週刊プロレスと